# Shenlong (chinesische Mythologie)
Shenlong (chinesisch 神龍 / 神龙, Pinyin Shénlóng – „göttlicher Drache, Götterdrache“) ist der Name einer Gottheit der chinesischen Mythologie in Gestalt eines dunkelblauen Drachen (Long) mit Geweih und fünf Klauen.
Shenlong bildet zusammen mit seinen vier Drachenbrüdern Tianlong (天龍 / 天龙; „Himmelsdrache“ → Luft), Zhulong (燭龍 / 烛龙; „Flammendrache“ → Feuer), Qinglong (青龍 / 青龙; „Blau-grüner Drache“ → Erde) und Yinglong (應龍 / 应龙; „Empfänglicher Drache“ → Leere) die Verkörperung der fünf daoistischen Elemente. Shenlong gebietet über Unwetter, Gewitter und Stürme, er beherrscht Blitz und Donner und kann schwere Platzregen heraufbeschwören. Er ist also die Verkörperung des Elementes Wasser. In der chinesischen Kosmologie gehört er zur Gruppe der „vier himmlischen Richtungen“ und als einer von zwei sogenannten „Drachenkönigen“ (龍王 / 龙王; Longwang). Er gilt als etwas launisch und nachtragend und muss der Folklore nach deshalb regelmäßig besänftigt werden. Chinesische Bauern und Gärtner beten oft zu ihm, wenn Dürren drohen. Er gilt außerdem als Schutzpatron der chinesischen Kaiser.
Shenlong ist außerdem Namenspatron und Inspiration eines mächtigen Drachengottes in der populären Mangareihe Dragon Ball, wo er als „Gebieter über die Wünsche“ fungiert.